# 杜比尼诺 (克拉斯诺亚尔斯克边疆区)
杜比尼诺（羅馬化：Dubinino）是俄罗斯克拉斯诺亚尔斯克边疆区的市级镇，属边疆区辖市沙雷波沃市，位于鄂毕河流域内乌留普河一支流别列什河（Береш）河畔，地处克拉斯诺亚尔斯克边疆区西南部，在沙雷波沃西北、边疆区首府克拉斯诺亚尔斯克西偏南方，靠近该边疆区与克麦罗沃州的边界。
该地2021年人口有8,645人；2010年人口9,497；2002年人口12,028；1989年人口12,185。